# Germán Etxebarria
Germán Etxebarria Usaola (Bilbao, Vizcaya, 1896 - 2 de enero de 1984), conocido como Maneras, fue un jugador de fútbol que jugó de extremo en el Athletic Club. 
Fue el segundo futbolista, tras Domingo Gómez-Acedo, en alcanzar cien partidos oficiales con el Athletic Club.

## Biografía
El 23 de noviembre de 1913 debutó con el Athletic Club en un encuentro ante el Deportivo Bilbao, en el que marcó un doblete. Pocos meses después logró sus primeros títulos con el club al lograr tanto el Campeonato Regional como la Copa del Rey, hito que repitió en 1915 y 1916. Su trayectoria en el club bilbaíno continuó hasta finales de 1926, cuando disputó su último encuentro oficial y superó ampliamente los cien encuentros oficiales (107) en una época donde no se jugaban tantos partidos como en épocas más recientes.

## Clubes
| Club          | País   | Año       |
| ------------- | ------ | --------- |
| Athletic Club | España | 1913-1926 |

## Palmarés

### Campeonatos regionales
| Título                         | Club          | País   | Año  |
| ------------------------------ | ------------- | ------ | ---- |
| Campeonato del Norte           | Athletic Club | España | 1914 |
| Campeonato del Norte           | Athletic Club | España | 1915 |
| Campeonato del Norte           | Athletic Club | España | 1916 |
| Campeonato del Norte           | Athletic Club | España | 1920 |
| Campeonato del Norte           | Athletic Club | España | 1921 |
| Campeonato Regional de Vizcaya | Athletic Club | España | 1923 |
| Campeonato Regional de Vizcaya | Athletic Club | España | 1924 |
| Campeonato Regional de Vizcaya | Athletic Club | España | 1926 |

### Campeonatos nacionales
| Título       | Club          | País   | Año  |
| ------------ | ------------- | ------ | ---- |
| Copa del Rey | Athletic Club | España | 1914 |
| Copa del Rey | Athletic Club | España | 1915 |
| Copa del Rey | Athletic Club | España | 1916 |
| Copa del Rey | Athletic Club | España | 1921 |
| Copa del Rey | Athletic Club | España | 1923 |